# إد فلانغن (لاعب كرة قاعدة)
إد فلانغن (بالإنجليزية: Ed Flanagan)‏ هو لاعب كرة قاعدة أمريكي، ولد في 15 سبتمبر 1861 في لوويل في الولايات المتحدة، وتوفي بنفس المكان في 10 نوفمبر 1926.

## وصلات خارجية
- إد فلانغن على موقعبيزبول رفرنس.كوم (الدوري الرئيسي) (الإنجليزية)